# Demonía (Laconie)
Demonía ou  Daimonía (grec moderne : Δαιμονία) est un village grec du district régional de Laconie, appartenant au Dème de Monemvasia.

## Hameaux
- Archangelos
- Paralia Demonía
- Talanta